# Сергеевка (Одесская область)
Серге́евка (укр. Сергіївка) — посёлок в Белгород-Днестровском районе Одесской области Украины.
На территории Сергеевки расположен крупный климатический курорт. Площадь территории курорта — 640 га, из них 82 га заняты под зелёными насаждениями.
Немаловажный лечебный фактор — это вода Шаболатского лимана, которая с давних пор использовалась в лечебных целях. Вода лимана является хлоридно-натриевомагниевой водой и используется для приготовления различных минеральных ванн.
В комплексном лечении болезней внутренних органов на курорте применяются минеральные воды. Вода скважины № 2 относится к хлоридно-гидрокарбонатнонатриевым водам и напоминает известные минеральные воды «Куяльник» 4 и 5 или «Горячий ключ» источника № 58, скважины № 2 курорта Саки. Вода скважины 5М имеет малую минерализацию и является аналогом известных минеральных вод Миргородского типа.
Большое значение для курорта Сергеевка имеют большие запасы высококачественной (без примеси) лечебной иловой грязи. Иловая грязь Шаболатского лимана — это чёрная, местами тёмно-серая масса с запахом сероводорода и аммиака, липкая, пластичная, обладающая большой теплоёмкостью и малой теплопроводностью. Кроме органического «скелета» грязи, в её состав входит так называемый коллоидный комплекс, состоящий из мельчайших частиц железа, алюминия, гумуса и так далее. Коллоидное состояние этих веществ обуславливает высокую пластичность грязи. Удельный вес грязи Шаболатского лимана варьируется в пределах от 1,3 до 1,6 г/см³. Грязь щелочная, её рН равно 8,2.
По физико-химическим свойствам иловая лечебная грязь Шаболатского лимана не только не уступает, но и превосходит по многим показателям лечебную грязь других курортов.

## Краткая история
Первое упоминание о посаде Шаболат-Сергеевка, которое насчитывало 15 дворов прихожан, относится к 1889 году. Урочище Шаболат-Сергеевка расположено было в юго-восточной части нынешней территории курорта, в районе подсобного хозяйства и котельной, и простиралось до территории детского оздоровительного лагеря «Медик-1». Проживало в нём 40 семейств. Первая грязелечебница на берегу Шаболатского лимана (Будакского озера) была построена в селе Будаки (ныне Приморское) в 1895 году.
В 1921 году Акимбетский помещик Акулич построил в Новой Сергеевке, имеющей к тому времени около 40 вилл, сезонную грязелечебницу, чем было положено начало развитию дачного посёлка Сергеевка в качестве курорта.
28 июня 1940 года Бессарабия вошла в состав СССР, южная часть Бессарабии (между Днестровским лиманом и Дунаем), вошла в состав УССР, но ввиду отсутствия приморских здравниц в Молдавской ССР, курорт Сергеевку было решено передать образовавшейся Молдавской ССР.
В ходе Великой Отечественной войны в 1941—1944 годы село находилось под немецко-румынской оккупацией.
В 1956 году Измаильская область ликвидирована, и территория курорта Сергеевка перешла из Лиманского района Измаильской области в Белгород-Днестровский район Одесской области.
В 1959 году обнаружена минеральная питьевая вода (скважина № 2 типа «Куяльник № 4»). После экспериментальных исследований Ф. П. Амбросом (Кишинёвский мединститут) была рекомендована для лечения воспалительных заболеваний желудка.
В 1972 году был сдан в эксплуатацию пешеходно-транспортный мост через лиман длиной более 1 км, который соединил материковый берег с морской косой. Курорт Сергеевка стал основным и единственным приморским курортом Молдавии, обладающим высокой эффективностью лечения уникальными природными лечебными факторами.
Учитывая всё возрастающую потребность в курорте, правительством Молдавской ССР с 1972 года намечена разработка и строительство объектов по обеспечению курорта пресной водой, создается проект по строительству водозабора и водовода Паланка-Сергеевка и водозабора в районе села Софиевка. Для обеспечения квалифицированными кадрами здравниц курорта и других организаций расширяется строительство жилых домов. Для обеспечения электроэнергией с перспективой на застройку начинается строительство новой линии электропередач мощностью более 8 тысяч кВт⋅ч в сутки.

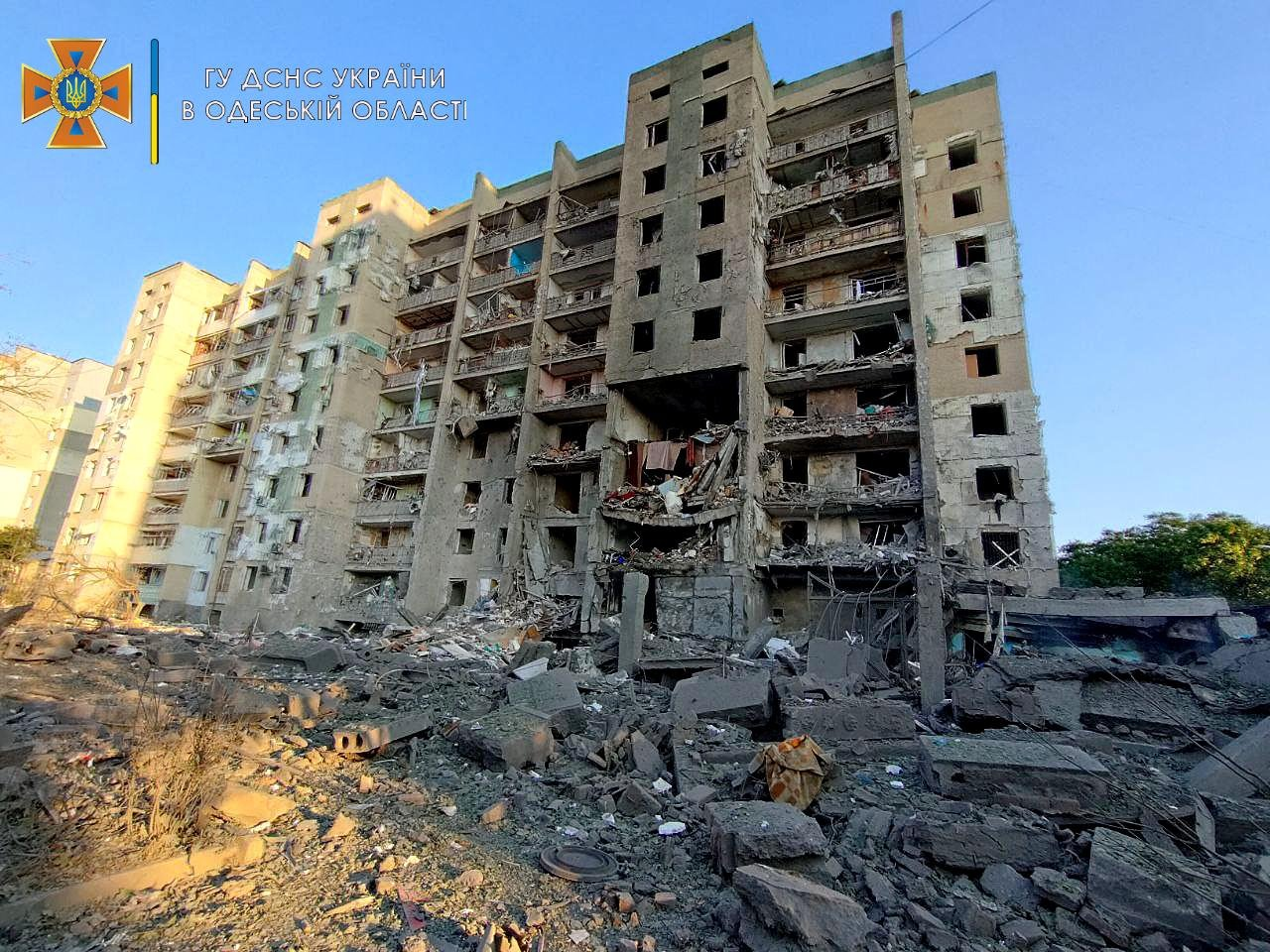
9-этажный жилой дом после российского ракетного удара 1 июля 2022 года во время полномасштабного вторжения России в Украину

В связи с отсутствием свежих случаев заболевания костным туберкулезом среди населения Молдавской ССР, в 1976 году костно-туберкулезный санаторий перепрофилировали в детский санаторий «Сергеевка» для лечения воспалительных заболеваний органов дыхания.
В 1989 году численность населения составляла 8356 человек.

## Подробная история курорта Сергеевка
Начало изучения Будакского озера (Шаболатского лимана) — источника основных лечебных факторов курорта, было положено в конце XIX столетия членами Одесского научного общества курортологов. В 1887 году А. А. Вериго впервые определил физико-химические свойства рапы и грязи лимана.
Первое упоминание о посаде Шаболат-Сергеевка, которое насчитывало 15 дворов прихожан, относится к 1889 году. Урочище Шаболат-Сергеевка расположено было в юго-восточной части нынешней территории курорта, в районе подсобного хозяйства и котельной, и простиралось до территории детского оздоровительного лагеря «Медик-1» (в настоящее время детский лагерь «Green Park». Проживало в нём 40 семейств, лиц мужского пола — 109 человек. Первая грязелечебница на берегу Шаболатского лимана (Будакского озера) была построена в селе Будаки (ныне Приморское) в 1895 году.
В 1904 году в политическом обзоре начальника Бессарабского губернского жандармского управления генерал-майор Чернолуский сообщает, что в отчётном году неимоверная засуха, сопровождающаяся знойными и продолжительными ветрами в мае, июне, июле и в течение половины августа была причиной почти повсеместного в Бессарабии выдающегося неурожая хлебов, винограда, огородных овощей, особенно всех кормовых трав. В трёх южных уездах: Бендерском, Аккерманской и Измаильском буквально ничего не уродилось. Требуется своевременная выдача ссуды.
В документах 1906, 1907, 1908 гг. Аккерманской земской уездной управы и земского собрания при распределении уезда на районы, в которых могут быть открыты товарищества Аккерманской земской кассы мелкого кредита, под порядковым номером 5, указывается район Шабо, в который входят урочище Шаболат, урочище Акимбет и урочище Новая Сергеевка, в отличие от села Сергеевка, основанного в 1816 году (согласно данному документу) и под номером 6, входящую в район села Дивизия вместе с селом Кибабча.
В июле 1915 года Е. С. Буркснером были проведены радиологические исследования лимана одновременно с исследованием плотности рапы, которая в среднем составляла 18,2—21,8 г/л (ныне она составляет 21—22 г/л). Радиоактивность рапы была в пределах 0,38 эманов, а радиоактивность воды в колодце на усадьбе Акулича — 0,36 эманов, то есть в пределах дозиметрических допущений.
В 1915 году на очередном Уездном земском собрании (доклад № 843, протокол № 886) было принято ходатайство «О признании за лечебными местами Будаки и район Шабо с урочищем Акимбет и урочищем Новая Сергеевка общественного значения». Отдельного упоминания о Новой Сергеевке как о лечебном месте в этом документе нет — по причине её вхождения в регион села Шабо. Не упоминается урочище Новая Сергеевка и в отчёте за 1917 год по операциям Аккерманской уездной земской кассы мелкого кредита.
В августе 1918 года Р. Р. Выржиковским установлен факт усыхания озера, причиной которого явилась насыпная дамба, отделившая Днестровский лиман от Шаболатского при прокладке железной дороги Аккерман-Одесса в 1916 году. Уровень озера оказался на 27 см ниже уровня моря, что в дальнейшем послужило образованию птичьих островов в Шаболатском заливе. В августе 1918 года вторичные исследования Е. С. Буркснером рапы на её радиоактивность и химический состав показали, что концентрация солей в лимане выше, чем в море (28,08—28,60 г/л), при сохранившихся показателях радиоактивности (0,38 эманов).
В 1921 году Акимбетский помещик Акулич строит в Новой Сергеевке, имеющей к тому времени около 40 вилл, сезонную грязелечебницу, чем было положено начало развитию дачного посёлка Сергеевка как курорта. В 1924 году на западном берегу Шаболатского лимана строятся ещё 2 небольших грязелечебницы, одна из которых находилась на месте нынешней грязелечебницы санатория «Сэнэтатя».
В 1926 году на северо-восточном берегу Шаболатского лимана начал работать курорт «Акимбет» с грязелечебницей и кирпичной гостиницей. (Во время войны 1941—1945 годов здание было разрушено полностью).
Эксплуатацией курорта Сергеевка и Акимбет ведало «Анонимное общество „Акимбет“», располагавшееся в селе Шаба-Тирг.
С 1925 года был учреждён местный курортный и туристический отдел курорта Сергеевка, находившийся в управлении вышеназванной фирмы, которая с 1936 года носила название «Местное управление по лечению и туризму курорта Сергеевка». Председателем тур бюро был Харлан Вердиш.
В 1933 году при курорте было создано Примария Сергеевки, которая для развития курорта просит денежной помощи из резерва Фондов для сёл. Первый примарь курорта — Илларион Вердиш, писарь — Николай Дерибазогло.
В 1934 году курорт посетили 1200 человек. Тогда же, в связи с решением министерства внутренних дел от 1934 года вносится постановление об отделении курорта Сергеевка-Шаболат от Шабо-Когония и создания нового села с названием «Курорт Сергеевка», которое стало существовать в таком виде с 23 апреля 1935 года.
Количество вилл в 1935 году исчислялось уже цифрой 106. Необходимо было благоустройство курорта. В связи с эти в мае 1935 года на курорте Сергеевка устанавливается единственная в районе Шабо электростанция (динамомашина). Однако курорт в 1935 году посещают только 711 человек, при условии, что он мог обслуживать 1500 человек в сезон. Сезон продолжался с 1 июня по 1 сентября.
22 июня 1935 года Илларион Вердиш в письме, адресованном министру сельского хозяйства от имени коммуны Примарии Сергеевка сообщает, что «несмотря на то, что посад Сергеевка признан как самостоятельный курорт и ведёт своё начало с 1922 года, он находится в очень запущенном состоянии по причине беспощадности времени и по причине тех требовании, которые необходимо удовлетворить. Одна из самых больших нужд — это строительство моста через лиман для связи с морским пляжем. Строительство этого моста будет способствовать процветанию курорта. Улучшит экономическое состояние, которое имеет десятки тысяч доходов от приезжих на курорт. Понятно, что и государство и область будут иметь доходы из этого богатого места. Также этот мост будет приносить большие доходы РАRID с точки зрения контроля рыбнадзора и транспортировки рыбы в город; Этот мост требует больших фондов, которыми не располагает вновь образованное бедное село. Мы получили некоторую помощь из отдельных центральных департаментов и префектуры Аккерманского уезда и надеемся, что этот вопрос будет решён положительно. По подсчётам технической службы области потребуется 1479 кубических метров дубового и другого леса».
В том же году подымается вопрос о строительстве дороги к городу. В акте по оказании помощи в строительстве дороги к городу техническая служба дорог Аккерманского уезда составила смету общей стоимостью в 100 тысяч лей.
В 1935 году началось строительство колодцев с питьевой водой, в 1936 году их было 2. Один из них, так называемый «Фонтанка» на территории детского санатория «Сперанца» сохранился до настоящего времени (1995).
В связи с отсутствием постоянных жителей Примария курорта Сергеевка в 1936 году переехала в Четатя Албэ. С 1937 года по 1939 год она находилась в селе Шабо.
В 1937 году годовой бюджет курорта составил 709 517 лей, расход был такой же. Предприятий и учреждений на курорте не было.
Площадь курорта Сергеевка составляла 300 га, из них 250 га насчитаны под постройки и 56 га — на использование под дороги, лесонасаждения и прочие нужды (стоимость 1 га земли составляла 12 тысяч лей). В 1935 году лесонасаждениями засажено 3 га, в 1936 году — ещё 2 га.
В 1937 году количество посетивших курорт составило 717 человек, в 1938 году — 752 человека. Примарем Сергеевки с 1938 года становится Владимир Хлораску.
Во время сезона на курорте были врачи разных специальностей, но с 1934 года по 1940 год постоянным врачом по контролю за лечением был Арон Шварцман из Аккерманской городской больницы. Стоимость одной грязевой ванны в 1938 году составляла 85 лей. Грязь подогревалась на кострах в котлах. Показаниями к лечению были хронический ревматизм, заболевания дыхательной системы, туберкулёз костей, переутомление и другие.
Территориально, несмотря на самостоятельность руководства курортом, Сергеевка по-прежнему входила в жилой район села Шабо.
28 июня 1940 года Бессарабия была присоединена к Украине. Северная часть Бессарабии от впадения Днестра в Днестровский лиман вошла в состав образовавшейся Молдавской ССР, а южная, между Днестровским лиманом и Дунаем, вошла в состав Украины как Измаильская область, просуществовавшая до 1956 года. Таким образом курорт Сергеевка оказался на территории Украины. Ввиду отсутствия приморских здравниц в Молдавской ССР, курорт Сергеевку было решено передать образовавшейся Молдавской ССР. Документ от 18 декабря 1940 года за подписью заместителя председателя Совнаркома Союза ССР Розалии Землячки гласит: «Совнарком Союза ССР не возражает против передачи Совнаркомом УССР в ведение Наркомздрава МССР курорта Сергеевка и Акимбет Измаильской области УССР». Документ адресован Совнаркому УССР Л. Р. Конийцу, Совнаркому УССР Т. А. Константинову. Копия документа Наркомздраву ССОР Г. А. Митереву.
Война, начатая 22 июня 1941 года Германией против СССР, не только приостановила развитие курорта, но и разрушила его.
25 августа 1944 года спецгруппа войск 46-й Армии Третьего Украинского фронта под командованием генерал-лейтенанта А. Балдяна освободила курорт Сергеевку.
В освобожденном курорте из 118 вилл уцелевших осталось только 28. Казино и рестораны были разрушены. Восстановлением курорта до конца войны не занимались.
На месте оставшихся самых крупных вилл, а именно корпуса № 22 и корпуса № 24 (именуемые так в послевоенном периоде) в 1945 году был организован грязевой сезонный санаторий для детей и работников Одесско-Кишинёвской железной дороги. Он олицетворял весь курорт Сергеевку, при этом он был рассчитан на 50 мест в заезд.
1945—1946 гг. явились для курорта периодом начала возрождения в условиях разрухи, социального обнищания. Впрочем, уже в это время производятся ремонтные работы жилых строений, организуются медицинские подразделения, создаётся экономическая база курорта. Грязелечебница работала только в тёплый период года.
Несмотря на трудное время, курорт Сергеевка начинает привлекать к себе различные организации республики Молдавии. Так, в апреле 1947 года была произведена передача шести корпусов ЦК Союзу Медсантруд Молдавии для создания условий оздоровления более широкого круга детей и взрослых республики. И в июне 1947 года курорт принимает уже 150 детей в детский санаторий. В переданных ЦК Союза Медсантруд Молдавии организуется детский оздоровительный лагерь.
С ноября 1947 года приказом Минздрава УССР на должность директора курорта назначается заслуженный врач Молдавской ССР Антон Григорьевич Траян. В целях улучшения медицинской работы на курорте Сергеевка он поручает заместителю по лечебной части приступить к оснащению лечебных отделений и кабинета ЛФК современной аппаратурой. Заведующим терапевтическим и гинекологическим отделениями усилить контроль за ведением больных, правильной диагностикой и назначениями, шире использовать объективные диагностические методы обследования: лабораторные и функциональной диагностики.
В ноябре 1948 года детский костно-туберкулёзный санаторий «Пелены» переводится на территорию курорта Сергеевка. 37 детей, прибывшие на курорт, стали первыми больными самостоятельного костнотуберкулезного детского санатория во главе с главврачом Н. М. Панкратовой и подчинёнными ей сотрудниками.
В феврале 1949 г. детский костно-туберкулёзный санаторий (в настоящее время Детский санаторий «Сергеевка») был отдан под начало главврача курорта Сергеевка А. Г Траяна.
В июле 1950 года в докладной записке министру здравоохранения МССР М. Я. Сухареву и начальнику планово-финансового отдела А. П. Шендману было сообщено, что на курорте Сергеевка организовано 3 санатория с отдельным бюджетом каждый: сезонный санаторий для взрослых на 100 мест, сезонный санаторий для детей на 150 мест и детский костно-туберкулезный санаторий на 120 мест.
С января 1951 года открывается костно-туберкулёзный санаторий для взрослых и в целом санатории сливаются в костно-туберкулёзный санаторий курорта Сергеевка, круглогодично действуя с отделениями для детей и взрослых.
Сезонные бальнеологические санатории для детей взрослых слились в так называемый специализированный грязевой санаторий.
В марте 1952 г. проводится тотальная инвентаризация парковой зоны курорта с созданием её карты. Ежегодно создаются новые участки зелёных насаждений, которым немало уделяется внимания, как неотъемлемой части микроклиматических условий .
С 1951 года на курорте внедряется комплексное лечение больных костным туберкулёзом, которое включало в себя оперативное; консервативное (антибактериальные препараты) и реабилитационное: грязебальнеолечение, лечебный массаж и ЛФК. Так, уже в 1952 года на курорте за год было проведено 39 операций по поводу туберкулеза костей и суставов. Первыми хирургами были Траян Антон Григорьевич и Медвецкий Александр Иванович. С января 1954 года хирургическую службу КТС возглавил талантливый специалист И. И Лисогорский.
В 1954 году приказом Минздрава МСР на главного врача А. Г. Траяна возлагаются обязанности общего руководства санаториями курорта, которые он исполнял до последнего своего дня 11 февраля 1957 года.
В 1956 году произошла административно-территориальная реорганизация Украины. Измаильская область была ликвидирована, и территория курорта Сергеевка передана из Лиманского района Измаильской области в Белгород-Днестровский район Одесской области.
С марта 1953 года вышло Постановление Совета министров Союза ССР, в соответствии с которым Совет министров МССР обязан передать курорт Сергеевку и санаторий в г. Одессе Министерству здравоохранения Украинской ССР. В связи с этим Совет министров МССР сообщает первому заместителю Председателя Совета министров СССР А. И. Микояну, что передача курорта Сергеевка и здравницы в г. Одессе минздраву УООР лишит возможности Молдавскую республику применять грязевое и климатическое лечение больных детей костносуставным туберкулёзом и с остаточными явлениями полиомиелита.
По этой причине «Совет министров МССР просит по примеру Белорусской ССР сохранить за Молдавской ССР строящийся санаторий в Одессе для обслуживания партийного и советского актива республики, а также санаториев курорта Сергеевка для лечения детей костносуставным туберкулёзом и переболевших полиомиелитом. Председатель СМ МССР т. Рудь».
В результате появился документ, согласно которому по указанию заместителя председателя Совета Министров СССР Микояна А. И. министру здравоохранения Украины В. Братусю о прекращении передачи санаториев и домов отдыха курорта Сергеевка и строящегося санатория в г. Одессе Одесскому территориальному Управлению и сохранению их за Молдавской ССР.
С этого времени разворачивает свою деятельность на курорте Сергеевка стройучасток от Сельхозстроя при Молдавском Совете Министров по благоустройству, строительству и ремонту зданий.
В 1959 году обнаружена минеральная питьевая вода (скважина № 2 типа «Куяльник № 4»). После экспериментальных исследований Ф. П. Амбросом (Кишинёвский мединститут) была рекомендована для лечения воспалительных заболеваний желудка. В том же году доцентом кафедры гигиены А. П. Зориным установлено влияние лесопарковой зоны на микроклиматические особенности курорта Сергеевка.
Период 1957—1967 годах характерен для курорта Сергеевка размахом капитального строительства. На территории КТС возводится 45-й корпус — двухэтажное здание с учётом всех санитарно-гигиенических требований, с автономной грязелечебницей и водолечебницей для детей, страдающих полиомиелитом. На территории санатория «Сэнэтатя» — пансионаты (3 одноэтажных корпуса на 120 мест). Рядом со старой грязелечебницей строится водолечебница на 12 ванн с физиотерапевтическим отделением, кабинетами функциональной диагностики и рентген-кабинетом, а около неё — новая грязелечебница на 18 кушеток. Капитальная котельная, ограда, вокруг КТС (метко прозванная жителями курорта «китайской стеной»), многоквартирные жилые дома. В 1962 году сдано в эксплуатацию 3-х этажное здание санатория «Сэнэтатя» на 220 мест с пищеблоком, столовым залом и кинозалом на столько же мест.
С 1964 года это здание становится главным корпусом санатория «Сэнэтатя» с круглогодичным функционированием для взрослых с неспецифическими хроническими воспалительными заболеваниями опорно-двигательного аппарата, периферической нервной система и гинекологическими заболеваниями.
В 1964 году на территории КТС вводятся в строй админкорпус, хирургическое отделение на 150 мест с новым операционным блоком оснащено по последнему слову техники, где проводили операции не только специалисты санатория, но и корифеи костного туберкулёза, травматологии и ортопедии, такие как академик Богданов Ф. Р., профессор Левинец В. Н., доцент Украинцев В. Н. из Киева, доцент Кощун Е. Д. и профессор Стаматин С. И. из Кишинёва.
С октября 1948 году с момента прибытия на курорт первой группы детей с заболеваниями костно-суставного туберкулёза, встал вопрос об обучении тех, которые были в школьном возрасте. Они и стали первыми учениками спецшколы КТС. Впрочем, до 1951 года этот процесс проводился воспитателями, покуда число учеников не увеличилось до необходимого количества для открытия учебных классов. В 1952 году учпедом спецшколы КТС назначается Василий Максимович Богаченко. За время руководства спецшколой КТС Сергеевка В. М. Богаченко (с 1952 по 1984 годы) она с четыр1хлетней выросла до десятилетки, давшей среднее образование сотням учившихся в ней детей. Многие выпускники этой школы поступили в высшие учебные заведения. Стали врачами, педагогами, инженерами. Будучи в санатории, они наряду с оздоровлением получали полноценное среднее образование, давшее им возможность овладеть любыми профессиями. В этом немалую роль сыграл руководитель школы — завпед В. М. Богаченко, талантливый человек, умелый руководитель, образованнейший человек, беззаветно отдавший все свои таланты детям, прикованным недугом к постели.
В эти годы курорт строится, изучается, познаётся, растёт. К 1966 году создана лечебно-диагностическая база санатория «Сэнэтатя». 220 мест функционируют круглогодично. Определены штаты санатория. Встал вопрос о выделении санатория в самостоятельную структурную единицу и жизнь не заставила себя ждать.
16 мая 1967 года распоряжением Совета министров МССР на курорте Сергеевка создается Управление курортом при Управлении делами Совета Министров МССР с полномочиями застройщика, распорядителя территории курорта и координирующего органа в развитии курорта. Начальником Управления курорта Сергеевка был назначен В. П. Шерстюк На основании этого постановления и других, ранее принятых документов по развитию курорта был разработан план застройки и освоения курорта. 25 мая 1967 года санаторий «Сэнэтатя» переводится на хозрасчёт. Ему передаются безвозмездно принадлежащие сооружения, имущество, оборудование и территория с инженерными коммуникациями и подсобным хозяйством. С этого времени санаторий «Сэнэтатя» и подсобное хозяйство переходят в ведение Управления курорта Сергеевка при Управлении делами Совета Министров МССР согласно постановлению СМ МССР «О дальнейшем развитии курорта Сергеевка и улучшении организации отдыха и лечения трудящихся Молдавской ССР» от 19 мая 1967 года.
На основании этого постановления правительства Молдавии и других ранее принятых документов по развитию курорта, с июля 1967 года началось его новое широкое освоение. Институтом «Молдгипрострой» был разработан генеральный план застройки и освоения курорта. Уже к декабрю 1971 года за счёт средств Управления делами Совета министров МССР, а также некоторых министерств и ведомств республики для развития здравниц построен комплекс жилых и общественных зданий: магазин, столовая, банно-прачечный комбинат, детские ясли-сад, ресторан, средняя школа, здание Управления курорта, жилые дома общей площадью 3960 м³, санаторий на 510 коек Совета профсоюзов, санаторий на 250 коек Министерства соцобеспечения и другие сооружения. Были выполнены работы по реконструкции, строительству и благоустройству отдельных улиц и дорог, по расширению водозабора, очистных сооружений и прочие. Начато строительство водолечебницы на 30 ванн в санатории «Сэнэтатя». Выросла популярность курорта. Из года в год увеличивается число больных и отдыхающих, которые поправляют своё здоровье на курорте Сергеевка. Так, если в 1935 году на курорте побывало 8 тысяч больных и отдыхающих, то в 1970 году — 19 тысяч, а в 1971 году — 21 тысяча человек.
В 1972 году был сдан в эксплуатацию пешеходно-транспортный мост через лиман длиной более 1 км, который соединил материковый берег с морской косой и тем самым значительно облегчил доставку отдыхающих к морскому побережью непосредственно на песчаные пляжи. Приблизительно в это же время начал функционировать первенец профсоюзных здравниц Молдовы в Сергеевке санаторий «Патрия».
Таким образом, курорт Сергеевка становится основным и единственным приморским курортом Молдавии, обладающим высокой эффективностью лечения уникальными природными лечебными факторами, и расположенным на территории другой республики.
Учитывая всё возрастающую потребность в курорте, правительством Молдавии с 1972 года была намечена разработка и строительство объектов по обеспечению курорта пресной водой, создаётся проект по строительству водозабора и водовода Паланка — Сергеевка и водозабора в районе села Софиевка. Для обеспечения квалифицированными кадрами здравниц курорта и других организаций расширяется строительство жилых донов. Для обеспечения электроэнергией с перспективой на застройку начинается строительство новой линии электропередач мощностью более 8 тысяч квт/час в сутки. Выделяются капитальные вложения на благоустройство и озеленение курорта. Создаётся проект благоустройства и оборудования пляжа на морской косе.
В марте 1974 года был сдан в эксплуатацию санаторий «Виктория» для участников ВОВ, инвалидов и пенсионеров. Впервые на санаторно-курортное оздоровление и лечение должны были поступать лица, анатомо-функциональные особенности организма которых ранее считались противопоказанными для такого вида лечения. Подготовка медобслуживания таких лиц требовала нестандартных подходов. С целью познания особенностей патологии у пожилых и старых людей зам. глав. врача по медицинской части П. И. Бартош прошёл подготовку в институте геронтологии и гериатрии в г. Киеве. С учётом полученных знаний производилась подготовка всего медицинского персонала. Таким образом санаторий в короткие сроки приобрёл опыт качественного медицинского обслуживания лиц пожилого возраста, страдающих множественной патологией.
В 1975 году сдана в эксплуатацию новая водолечебница санатория «Сэнэтатя» на 2000 процедур в сутки при двусменной работе с арсеналом 9 разновидностей лечебных ванн, имеющихся на курортах бывшего СССР, исключая только мышьяковистые.
В связи с отсутствием новых случаев заболеваний костным туберкулёзом среди населения Молдавской ССР, в 1976 году костно-туберкулёзный санаторий перепрофилируется в детский санаторий «Сергеевка» для лечения воспалительных заболеваний органов дыхания. В период работы с 1973 по 1985 в качестве глав. врача костно-туберкулёзного санатория П. И. Бартош впервые в условиях курорта (вопреки сопротивлению властей) юридически закрепил территорию санатория и выделил забором. В это же время был сделан первый шаг в распределении территории лечебного пляжа за здравницами. Был построен медицинский пункт на морской косе, причалы для катеров на обеих сторонах лимана. Применён принцип концентрации и специализации медицинских и хозяйственных служб, что привело к экономии материальных затрат с одновременным улучшением качества обслуживания.
В связи с ростом курорта и задач, поставленных перед ним, а также для координации мероприятий, проводимых на курорте, решением Молдавского правительства и облсовета Одесской области было предпринято создание поселкового Совета депутатов трудящихся на курорте Сергеевка. В 1976 году курорт получил статус посёлка городского типа. (До 1973 года курорт Сергеевка входил административно-территориально в состав Шабовского сельсовета Белгород-Днестровского района).
26 января 1976 года на выборах в местные Советы был впервые избран депутатский корпус пгт. Сергеевка, а 29 января на первой сессии исполком поссовета пгт. Сергеевка был избран его председатель Василий Алексеевич Лозинский.
В 1976 году на курорте Сергеевка было пролечено 29 376 человек (взрослых и детей). В 1978 году проведена реконструкция корпусов детского санатория «Сергеевка». В 1980 году сданы в эксплуатацию основные объекты межколхозного санатория «Золотая нива» (2 спальных корпуса по 250 мест каждый, лечебный корпус и столовая на 500 посадочных мест).
С 1981 г. основным заказчиком строительства является Объединение санаторно-курортных учреждений профсоюзов (ОСКУП) на курорте Сергеевка. Построен междугородний переговорный пункт, в теплый период года регулярно совершались авиарейсы Кишинёв — Сергеевка, а с 1958 года и Одесса — Белгород-Днестровкий — Измаил. Курорт был связан круглогодично ежедневными автобусными маршрутами с городами Молдавии: Кишинёвом, Тирасполем, Бендерами, Оргеевом, Сороками, Бельцами, Рыбницей, Унгенами, Кагулом.
В июле 1984 П. И. Бартошем была введена в эксплуатацию и организована работа коллектива санатория имени Сергея Лазо на 500 мест со столовым залом, грязеводолечебницей и лечебным бассейном. На открытии санатория присутствовала дочь легендарного героя Гражданской воины Сергея Лазо — Ада Сергеевна.
В 1984 году курорт посетили 48 543 человек. Местное население составило 6420 человек.
В декабре 1984 года сдана в эксплуатацию грязелечебница санатория «Золотая нива» на 25 кушеток с пневмовакуумной установкой для подготовки и транспортирования лечебной грязи и плавательный бассейн. В 1982 году такая же грязелечебница была введена в строй в санатории «Сэнэтатя».
После стабилизации работы здравницы, П. И. Бартош был переведён главным врачом вновь сдаваемого в эксплуатацию детского санатория «Сперанца», где также организовывал работу всех служб с нуля. И уже 22 мая 1987 года детский санаторий «Сперанца» на 306 мест с грязеводолечебницей и лечебным бассейном был открыт.
В 1988 открывается гостиница «Плай».
В 1990 году на курорте были завершены работы по строительству водозабора в районе села Софиевки, новой линии электропередач, строительство дюкера и глубоководного выпуска вод из очистных сооружений, здания поссовета, водолечебницы санатория «Сэнэтатя», новой грязелечебницы санатория «Сэнэтатя», девятиэтажного корпуса и клуба-столовой «Сэнэтатя». Проведена реконструкция корпусов костнотуберкулезного санатория, перепрофилированного в 1978 году в детский санаторий.
С 1990 года на курорте проживает 8125 человек, из которых 2433 составляют дети до 16 лет. Средний возраст жителя курорта Сергеевка составляет 29 лет.
10 марта 1991 года открыт санаторий «Оризонт» на 466 мест с водолечебницей.
Построены жилые дома по улицам Горького, Ленина, Гагарина, Комсомольской, жилой массив со службами быта, магазинами, детскими садами-яслями «Солнышко» и «Малыш», новое здание средней школы на 1176 человек учащихся. Благоустроены улицы в центре посёлка и в его жилом массиве в целом. Вынесены из курортной зоны строительно-монтажное Управление треста Молдкурортстрой вместе с цехами и складскими помещениями в северо-восточную часть курорта. Построена и сдана в эксплуатацию в 1991 году промбаза ОСКУП.
С 1993 года число больных и отдыхающих резко уменьшилось. Здравницы перешли на сезонное функционирование.
Жизнь ставит перед курортом новые задачи в условиях полного хозрасчёта, однако потребность в лечении людей факторами курорта не уменьшается. Изменились на данном этапе экономические возможности. В поиске ресурсов в создавшихся экономических условиях курорт продолжает работать.
Все здравницы имеют отделение аппаратной физиотерапии, залы лечебной физкультуры, спортивные площадки, клубы, библиотеки, игровые залы.
На курорте функционирует яхт-клуб, созданный в 1988 году братьями В. Е. Сметанка и А. Е. Сметанка, представляющий немалый интерес для туристов и отдыхающих.
Кроме указанных санаториев, на курорте имеются гостиницы, пансионаты, базы отдыха, детские оздоровительные лагеря, где наряду с отдыхом успешно применяется аэротерапия, гелиотерапия и талассотерапия — морские купания.
За годы своего существования курорт Сергеевка из дачного посёлка превратился в мощную индустрию туризма и оздоровления с большими запасами уникальных природных лечебных факторов, украинскую Пицунду на юге Одесской области.

## Климат
Климат курорта Сергеевка умеренно континентальный и сравнительно сухой. Продолжительность тёплого сезона — с апреля по октябрь. Количество солнечных дней в году превышает 290 или 2030 солнечных часов.

Среднегодовая температура около +10 °C, среднегодовое количество осадков около 350 мм. Зима короткая и мягкая со средней температурой около 0 °C, снег и температуры ниже −10 °C наблюдаются редко; лето долгое и жаркое со средней температурой около 25 °C, нередки температуры выше 35 °C.
| Показатель                       | Янв. | Фев. | Март | Апр. | Май | Июнь | Июль | Авг. | Сен. | Окт. | Нояб. | Дек. | Год |
| -------------------------------- | ---- | ---- | ---- | ---- | --- | ---- | ---- | ---- | ---- | ---- | ----- | ---- | --- |
| Абсолютный максимум, °C          | 15   | 19   | 24   | 29   | 33  | 36   | 39   | 37   | 32   | 31   | 26    | 16   | 39  |
| Средний суточный максимум, °C    | 1    | 1    | 5    | 12   | 19  | 23   | 26   | 26   | 21   | 15   | 8     | 3    | 13  |
| Средняя температура, °C          | −2   | −1   | 3    | 9    | 15  | 19   | 22   | 21   | 17   | 11   | 6     | 1    | 10  |
| Средний суточный минимум, °C     | −4   | −4   | 0    | 5    | 12  | 16   | 18   | 17   | 13   | 8    | 3     | −2   | 7   |
| Абсолютный минимум, °C           | −26  | −28  | −16  | −6   | 0   | 5    | 7    | 8    | −1   | −13  | −15   | −20  | −28 |
| Норма осадков, мм                | 47   | 46   | 39   | 49   | 53  | 73   | 88   | 69   | 47   | 35   | 51    | 52   | 649 |
| Источник: Погода и климат Одессы |      |      |      |      |     |      |      |      |      |      |       |      |     |

## Экономика курорта

### Курортная деятельность
Основную занятость населения в посёлке обеспечивают предприятия и фирмы рекреационной сферы.

### Банковские учреждения
- ПриватБанк;
- ОщадБанк;

## Территориальное деление
пгт Сергеевка имеет два территориальных района:
- Центр;
- «Жилмассив».

## Курортная база
- Санаторий имени Сергея Лазо;
- Санаторий «Золотая Нива»;
- Санаторий «Оризонт»;
- Санаторий «Виктория»;
- Санаторий «Патрия»;
- Санаторий «Сэнэтатя»;
- Детский оздоровительный лагерь «Богатыренок» и ДОЛ «Юность»;
- Детский оздоровительный лагерь «Рассвет»;
- Детский оздоровительный лагерь «Связист»;
- Детский санаторий «Сергеевка»;
- Детское учреждение санаторного типа «Сергеевка» (лагерь «Green Park»);
- Пансионат «Чародейка»;
- Пансионат «Патрия»
- Пансионат «Чайка»
- Пансионат «Солнечный Берег»;
- Оздоровительный комплекс ЛОК «Лиман»;
- База отдыха «Коралловый Риф»;
- Коттеджи «Сэнэтатя»;
- Детский пансионат «Орленок»;
- Гостиница «Южная» ;
- Гостиница «Плай»;
- Пансионат «Парус»;
- Пансионат «Солнечная долина»;
- Кемпинг «Южный»;
- База отдыха «Медик-2»;
- Пансионат «Патрия»;
- Детский оздоровительный лагерь «Тира»;
- Детский оздоровительный лагерь «Прометей»;

## Транспорт
Автомобильный транспорт является основным транспортом в поселке. При этом на август 2012 года Сергеевка является единственным населенным пунктом на маршруте Затока — Базарьянка — Татарбунары, к которому отремонтировали дорогу (со стороны райцентра, в объезд села Беленькое). Состояние дорог между Сергеевкой и Татарбунарами на подавляющем большинстве участков можно охарактеризовать как «бездорожье».
Маршрутные такси из Сергеевки на Белгород-Днестровский отправляются примерно каждые полчаса.
Из Одессы маршрутное такси отправляется от Железнодорожного вокзала.
Расписание движение маршруток из Сергеевки в Одессу:
5:15 5:45 6:25 7:50 8:50 10:10 12:00 13:00 14:00 15:00 16:00 17:30
Расписание движения маршруток из Одессы в Сергеевку:
7:50 9:00 10:00 11:00 13:00 14:00 15:30 16:30 17:30 18:30 19:30 20:30
Также в Сергеевку можно добраться на маршрутке «Одесса — Белгород-Днестровский», выйдя на остановке «развилка» и пересев на маршрутку «Белгород-Днестровский — Сергеевка».
В летнее время по лиману курсируют катера и лодки и доставляют отдыхающих и местных жителей на море.

## Связь
Вся территория населенного пункта устойчива покрыта операторами сотовой связи Vodafone, Киевстар, lifecell, Интертелеком (среднее качество покрытия), покрытие ТриМоб отсутствует.

## Галерея

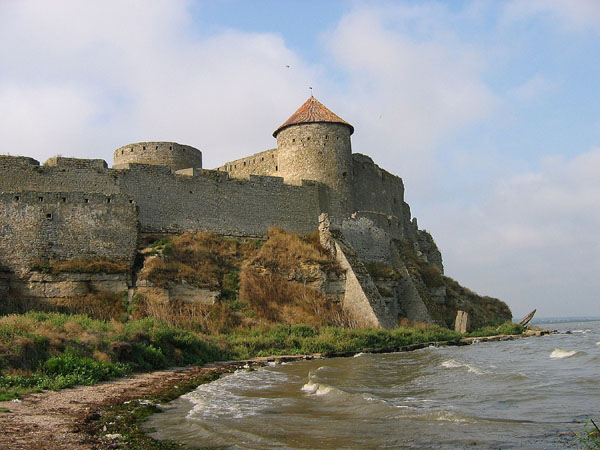
Белгород-Днестровская крепость
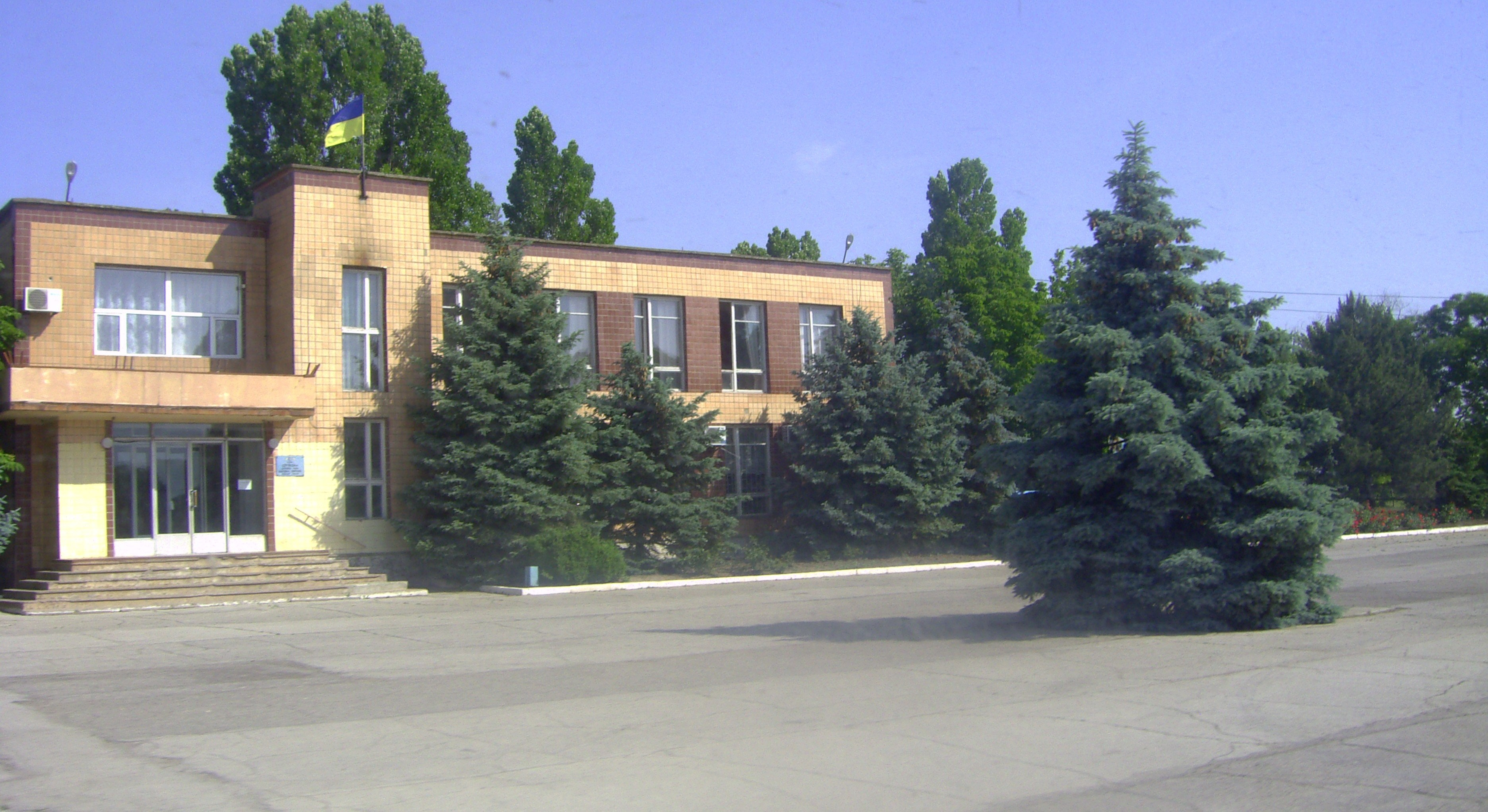
Сергеевский поселковый совет
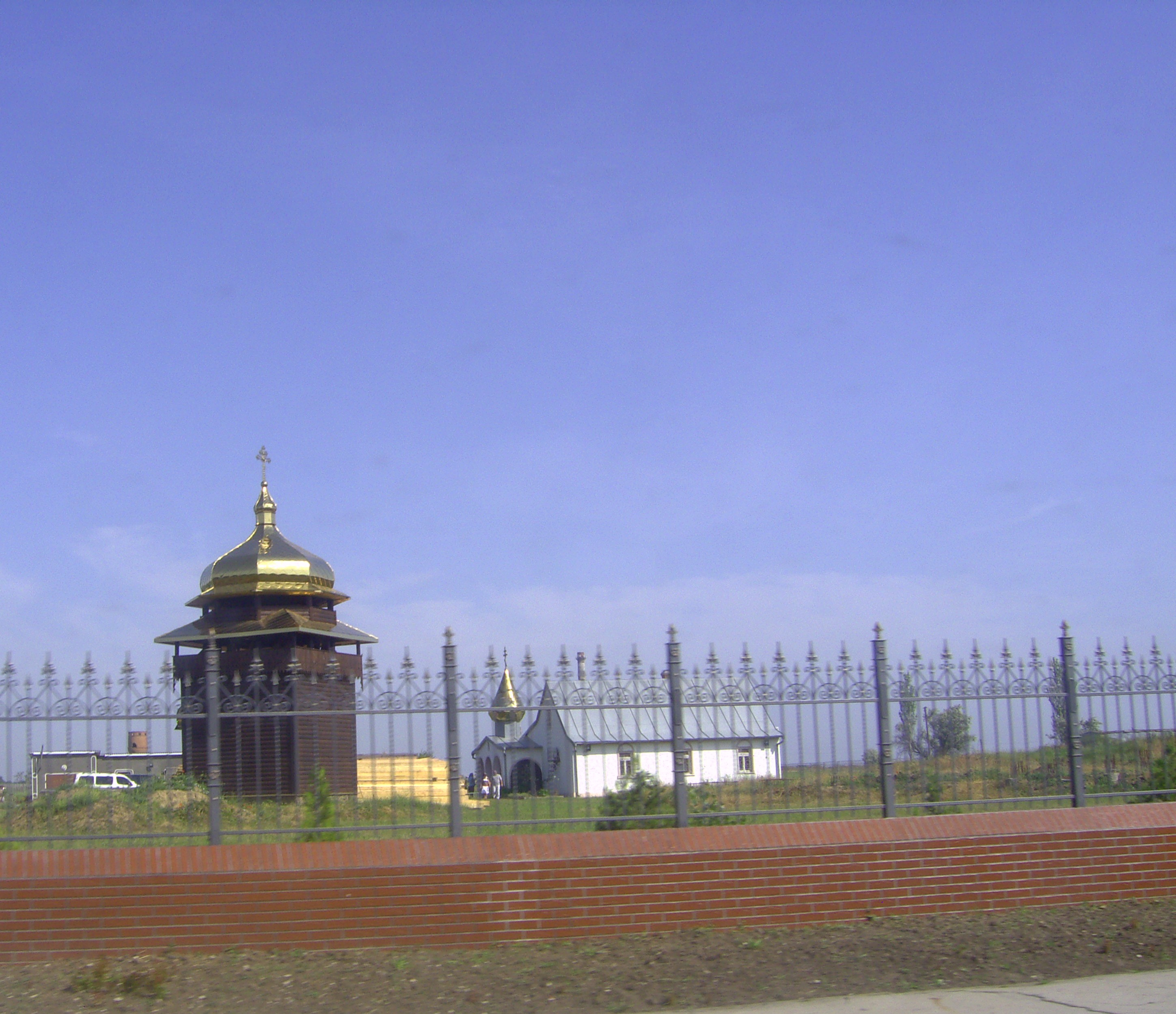
Сергеевская церковь
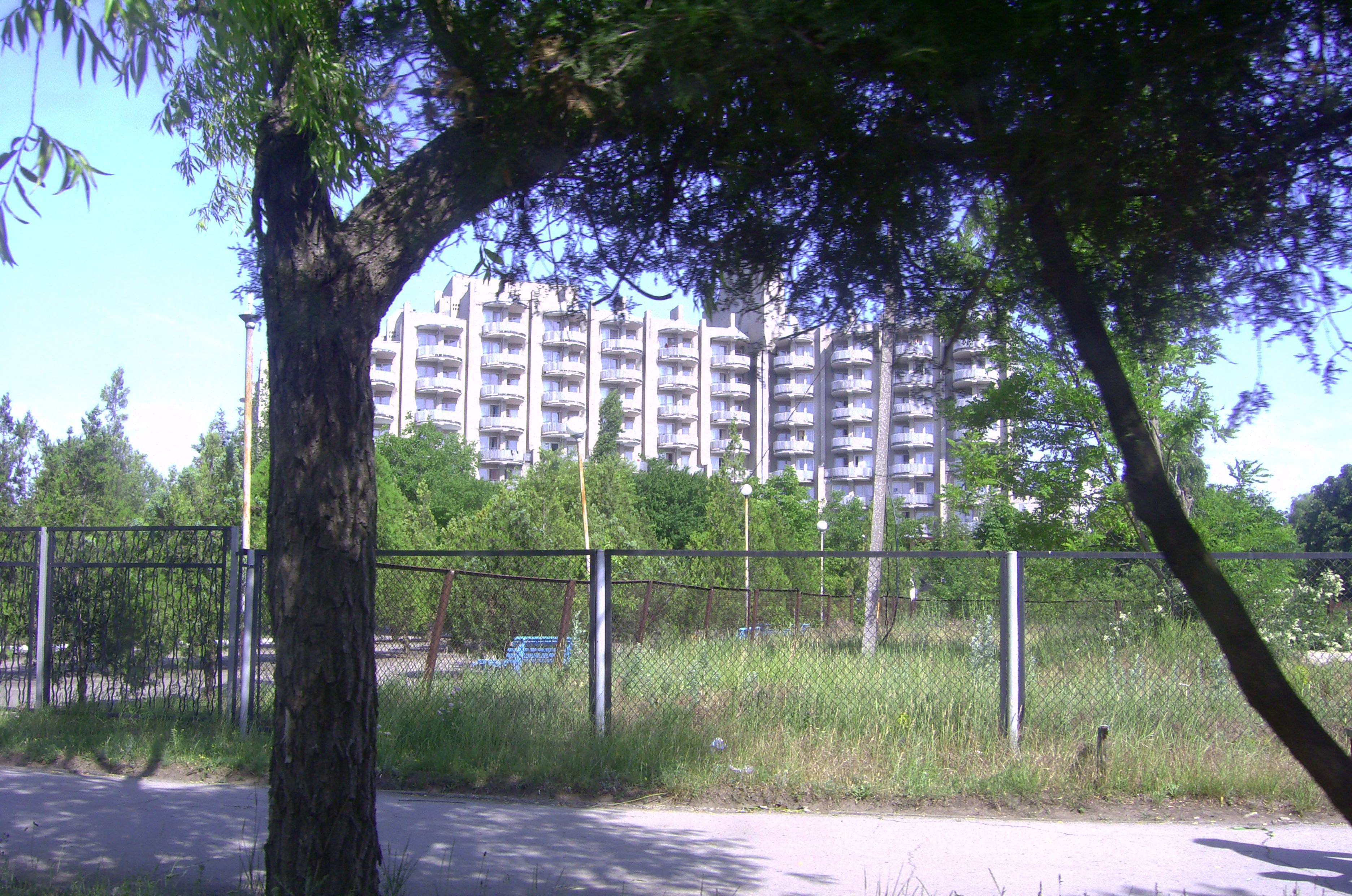
Оризонт. Сергеевка
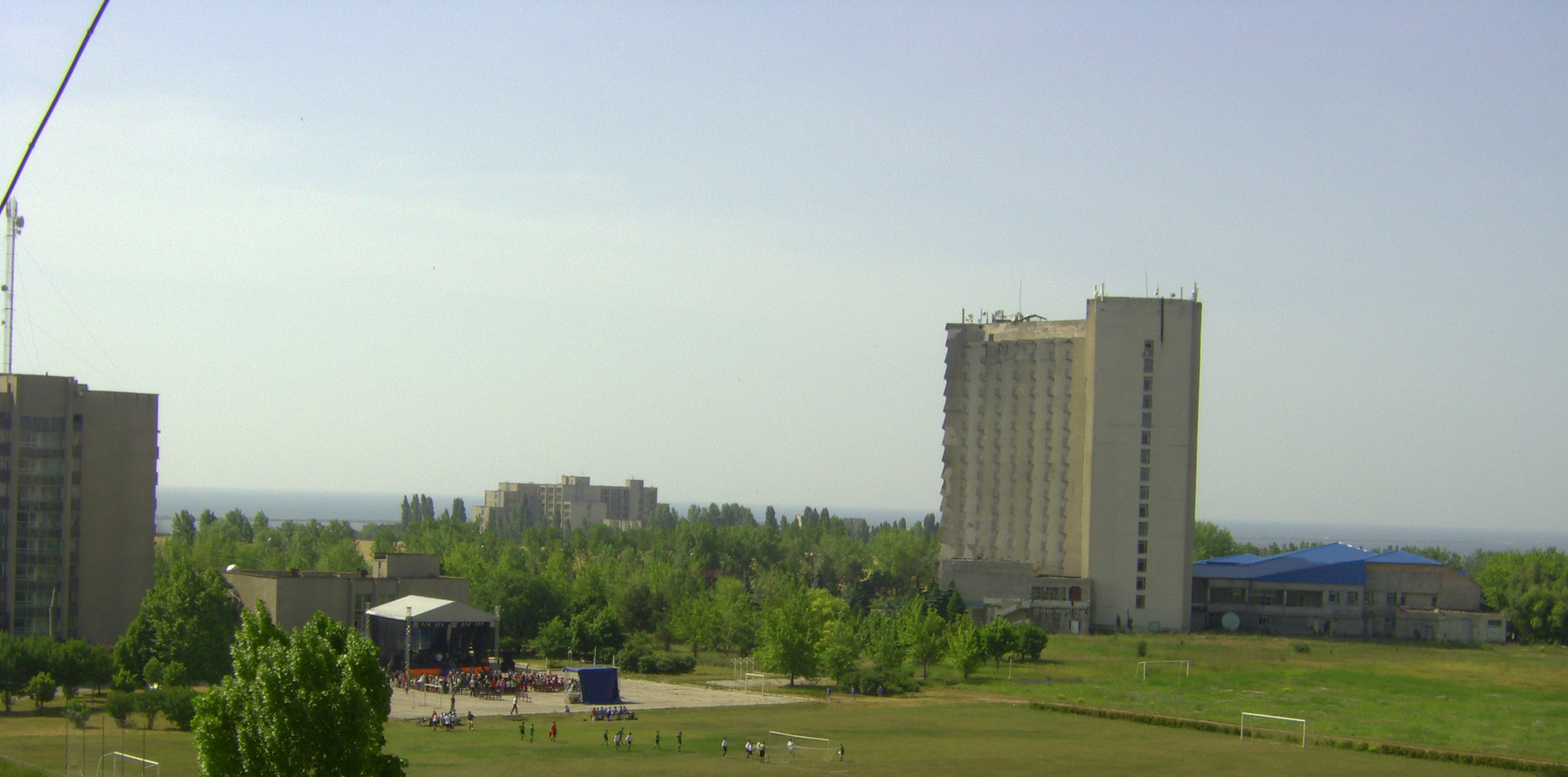
Плай. Санаторий имени Сергея Лазо. Южная. Фестиваль "Сергеевские зори"
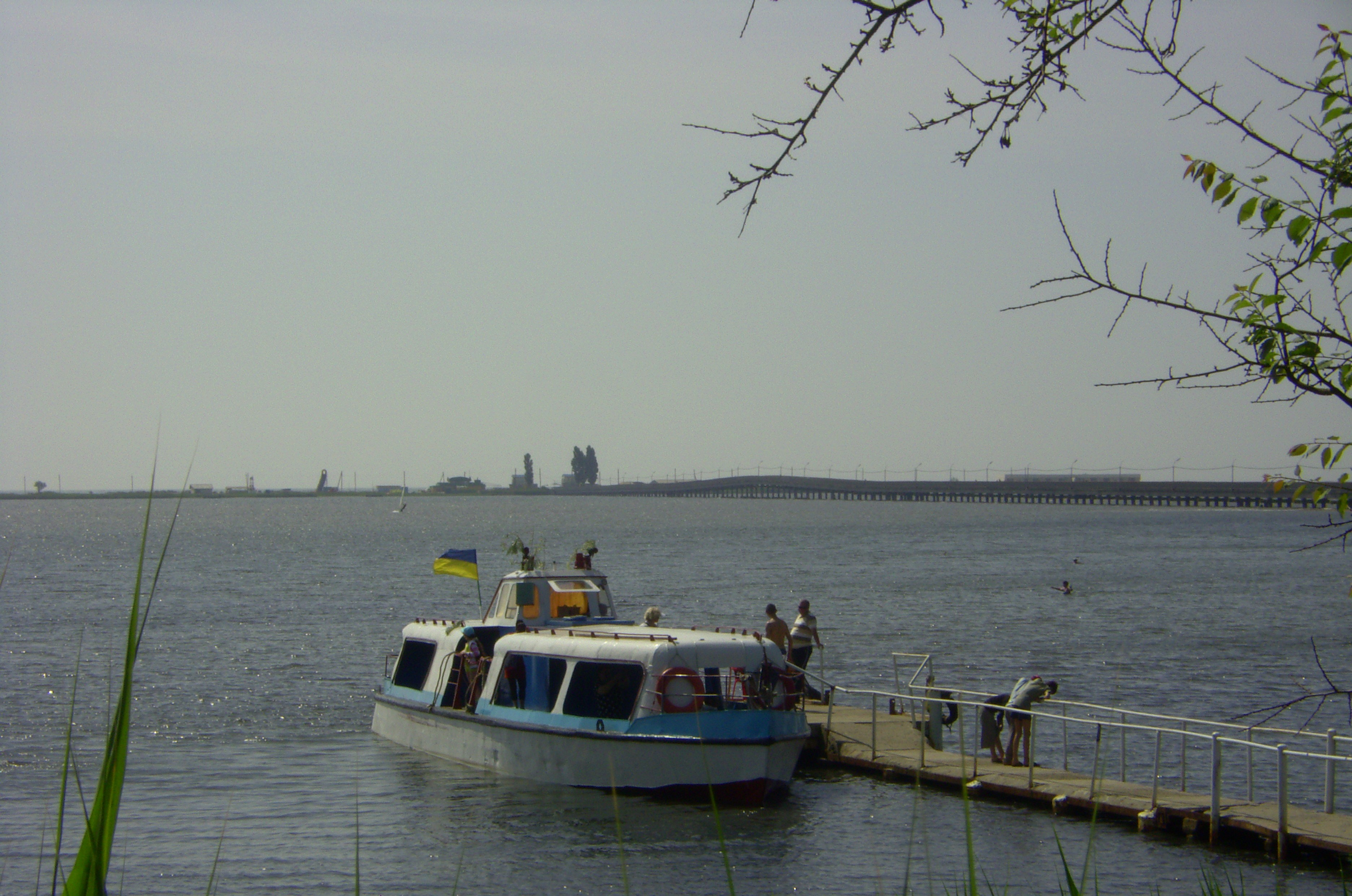
Катер. Мост. Лиман
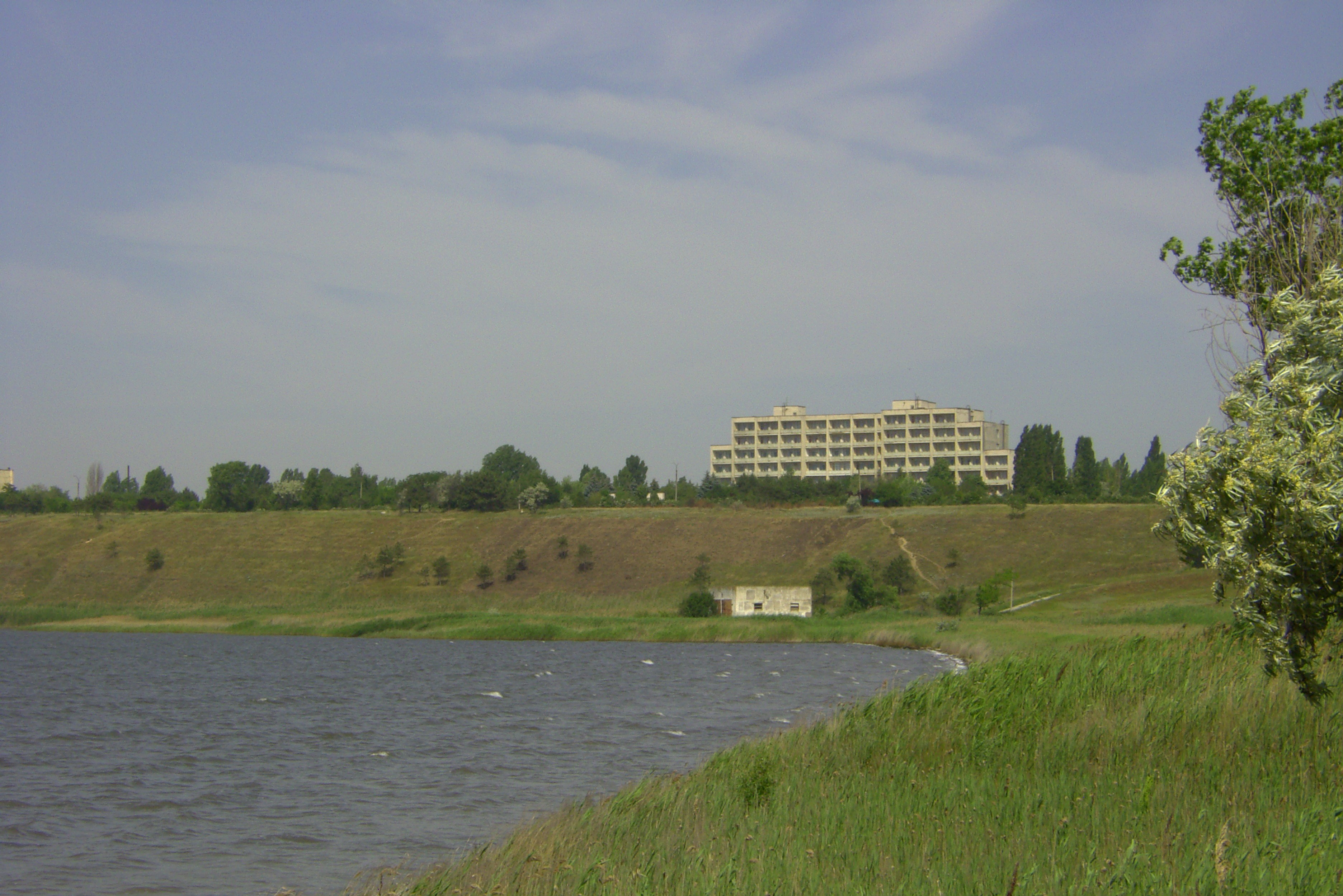
Санаторий имени Сергея Лазо. Лиман
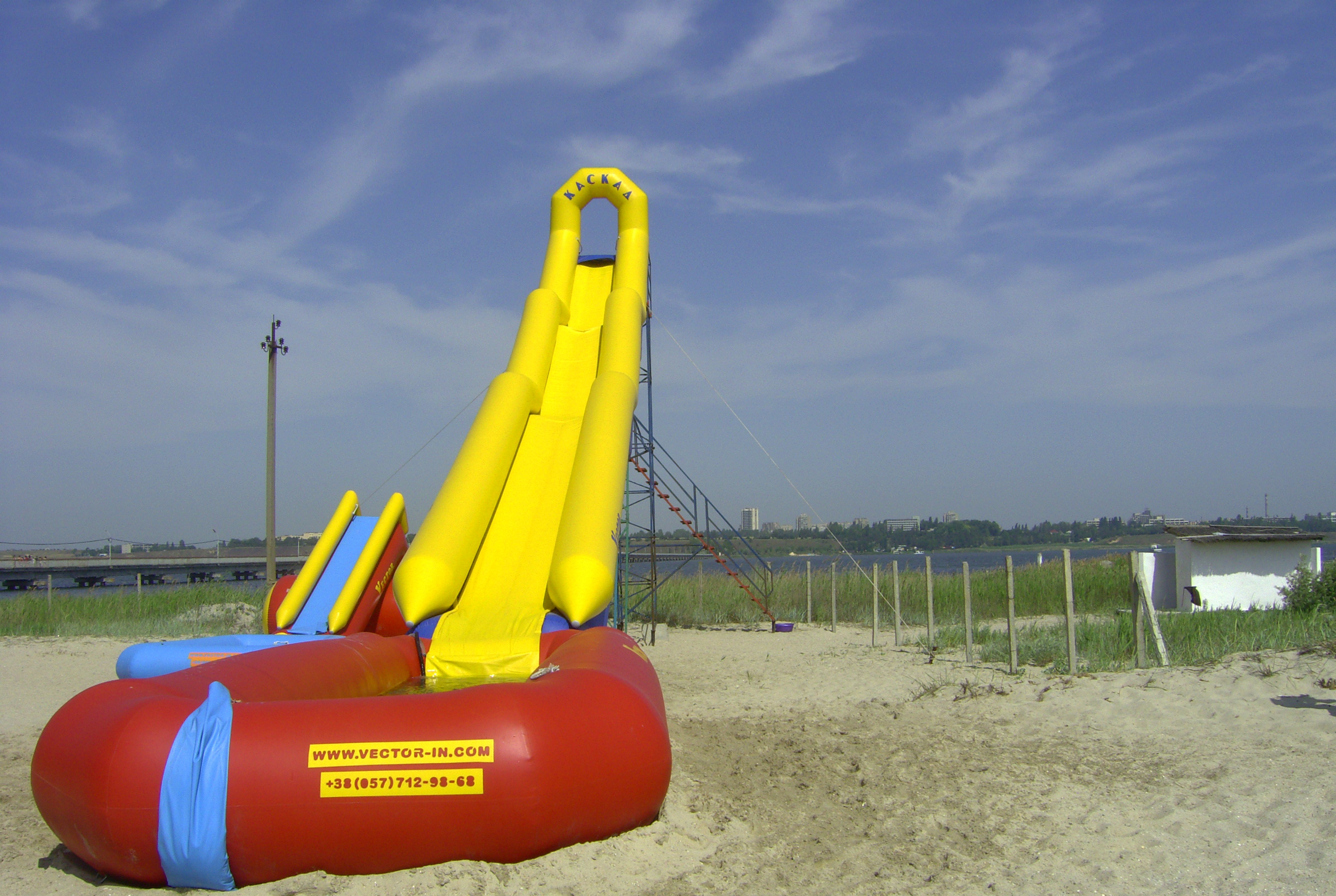
Водная горка
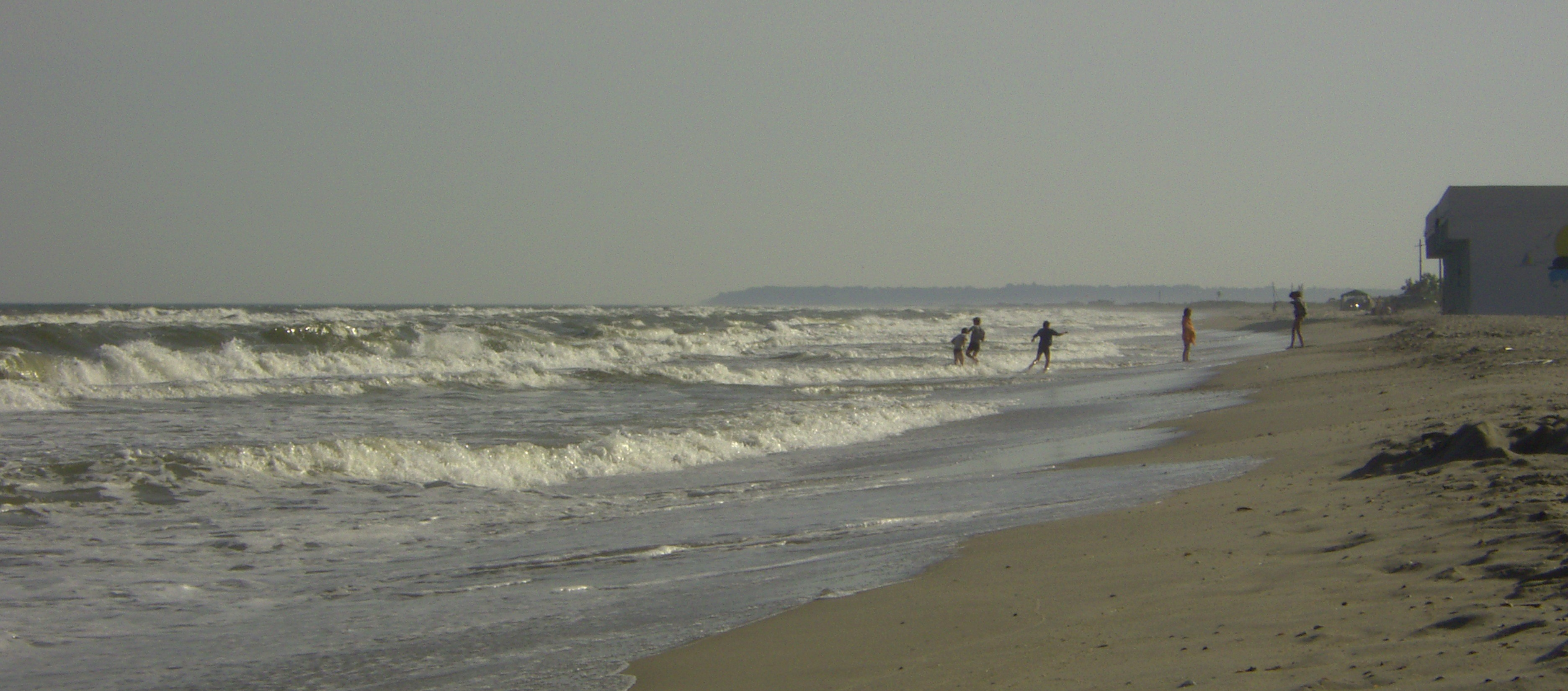
Рай для сёрфингистов